# Cascade de Rûnes
La cascade de Rûnes (ou de Rhûnes) est une chute d'eau haute de 70 m et située sur le mont Lozère, sur le territoire de l'ancienne commune de Fraissinet-de-Lozère dans la commune de Pont de Montvert - Sud Mont Lozère dans le département de la Lozère.
Par arrêté du 11 février 1942, la cascade de Rûnes est un site naturel classé.
Elle se situe dans la zone périphérique du parc national des Cévennes et fait partie de la réserve de biosphère des Cévennes.